# 치과의 역사

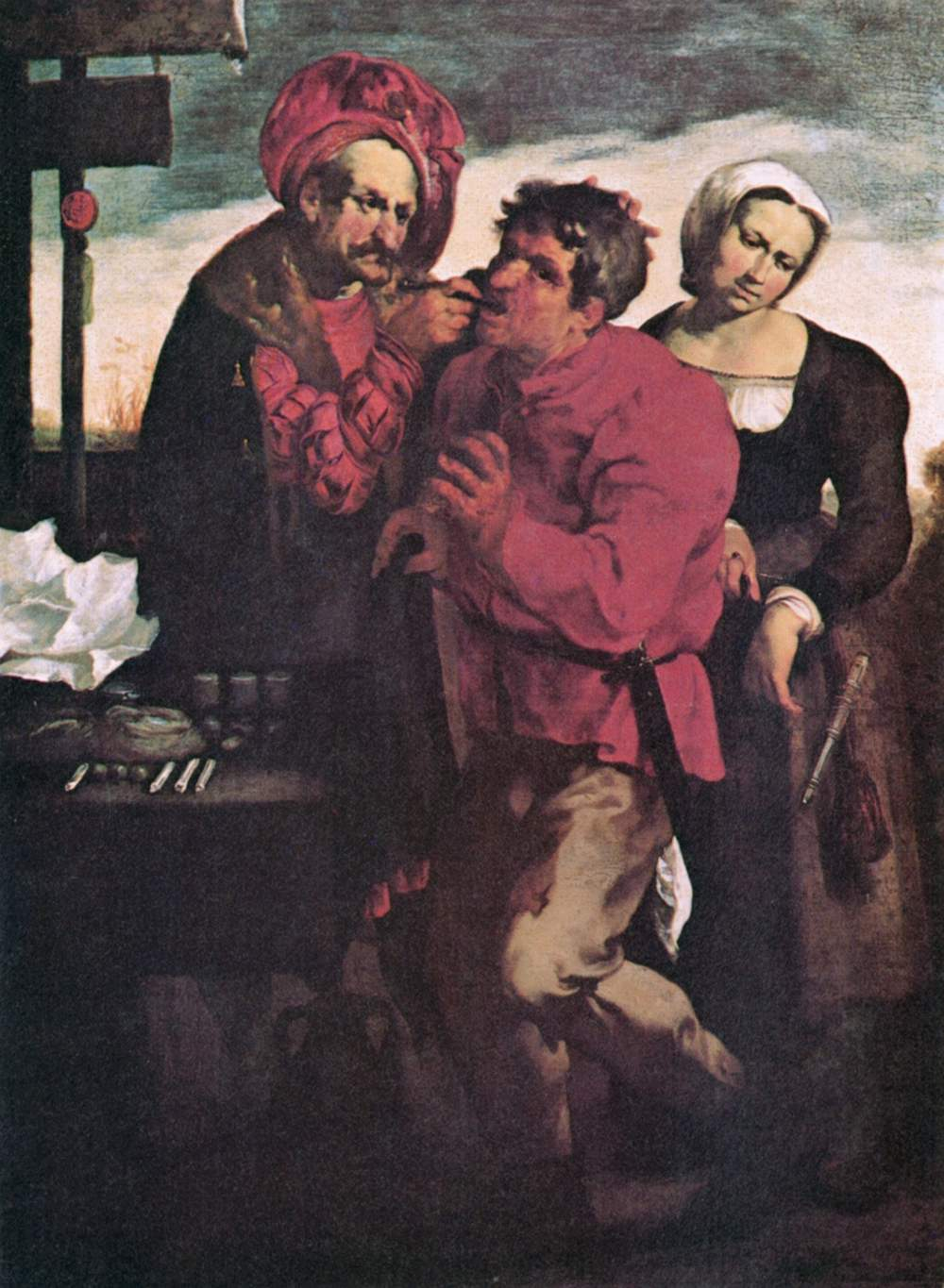
요한 리스의 그림

치의학의 역사는 인류 발생과 동시에 시작되었다. 치의학은 일반 의학과는 다른 역사적 배경이 있다.

## 고대
고대 사회에서는 질병을 초자연적인 것으로 설명하였다. 함무라비 법전 및 에벨의 파피루스에 치아에 관한 내용이 있다. 기원전 280년 경 고대 그리스의 히포크라테스가 치과 의술을 포함한 의술을 합리적으로 다루기 시작하였다.

## 중세
고대 그리스와 로마에서는 현재와 마찬가지로 외과와 의학(내과)은 밀접한 관계였다. 하지만 르네상스를 지나 18세기까지 서유럽에서 의학(내과)은 교회의 사제가 맡는 전문직업(profession)이었고, 외과는 이발사 또는 이발외과의의 장사(trade)였다. 요로결석을 절제하며, 농양에 대한 배농, 사혈, 발치 등의 시술을 했다. 독일에서는 이발외과의들이 목욕탕을 운영하기도 하였으며, 부가적으로 관장을 해 주거나 치아를 뽑아주기도 했다. 다만, 르네상스 시대에 발달하기 시작한 해부학과 생리학 등에 힘입어 그동안 교회로부터 천시받던 외과가 점차 내과적 질병을 설명할 수 있게 되자, 본래 뿌리가 다르던 외과와 내과가 점차 통합의 방향으로 발전해 간 반면, 치과는 그대로 남아 독립의 길을 가게 된다. 그러니까 중세까지는 의과와 치과가 구분돼 있었던 것이 아니라, 내과와 외과가 구분되고 외과에서 다시 치과가 구분되는 과정에 있었던 것이다.

## 근대

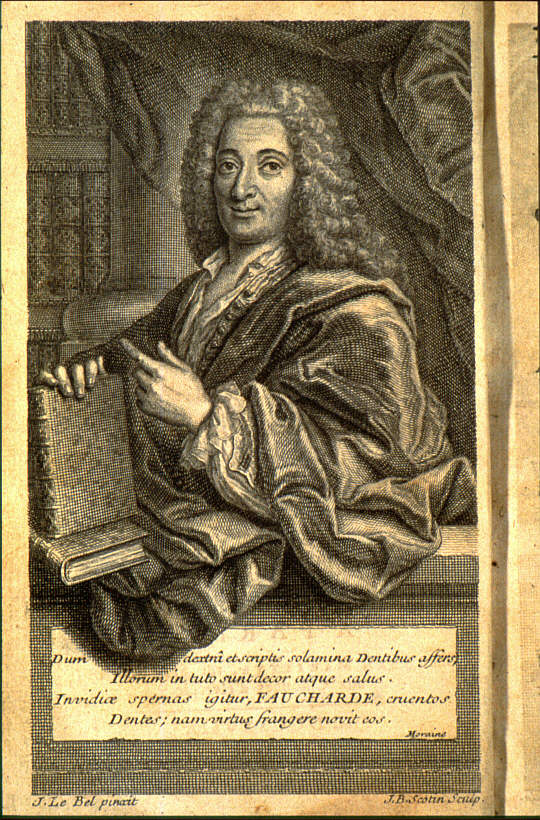
피에르 포샤르

프랑스의 피에르 포샤르가 '근대 치의학의 아버지'라고 불린다.

### 한국
한의학과 민간요법을 이용해 구강병을 치료해오던 한국에 1876년 개항 이후 미국을 통해 근대 치과가 도입되었다.
1885년 미국인 선교사 알렌(Allen)이 제중원에서 발치를 시술한 것을 한국 근대치의학의 시초로 볼 수 있다. 서울대학교 치과대학의 전신인 경성치과의학교와 연세대학교 치과대학의 전신인 쉐프리 (W.J.Sheifley)의 세브란스연합의학교 치과학 교실 중 어느 것이 한국 최초의 치과 교육기관인지는 논란의 대상이다.
1893년 일본인 노다 오지(野田應治)가 인천에 개업을 하고, 1907년부터 한국인 입치사가 등장하면서 본격적인 구강병을 전문으로 치료하는 치과 진료가 시작되었다.